# Llimonaea
Llimonaea is een geslacht van schimmels behorend tot de familie Opegraphaceae. De typesoort is Llimonaea occulta.

## Soorten
Volgens Index Fungorum bevat het geslacht vier soorten (peildatum september 2021):
| Soortnaam             | Auteur(s)                     | Publicatiejaar |
| --------------------- | ----------------------------- | -------------- |
| Llimonaea californica | (Tuck.) Sparrius              | 2004           |
| Llimonaea flexuosa    | Egea, Torrente & Mies         | 1995           |
| Llimonaea occulta     | Egea & Torrente               | 1991           |
| Llimonaea sorediata   | van den Boom, M. Brand & Elix | 2007           |